# Jemima Blackburn
Jemima Blackburn, née Wedderburn, née le 1er mai 1823 à Édimbourg, morte le 9 août 1909 à Roshven, district de Moidart en Écosse, est une femme peintre et illustratrice écossaise. Elle est connue pour son travail sur les oiseaux, les contes pour enfants et ses peintures de scènes de la vie quotidienne.

## Biographie
Jemima est la dernière-née des enfants du magistrat James Wedderburn (1782-1822), solliciteur général pour l'Écosse, issu d'une branche cadette des baronnets de Blackness (en), et d'Isabella Clerk, de la famille des baronnets Clerk de Penicuik. Elle est l'élève de l'artiste et critique d'art John Ruskin et du peintre Edwin Landseer qui parlent de son travail avec éloge. En 1849, elle épouse le mathématicien Hugh Blackburn (en). Elle publie des illustrations de contes pour enfants sous les noms de « JB », et « Mrs Hugh Blackburn ».
Elle accède à la célébrité avec un recueil de peintures d'oiseaux, Birds Drawn from Nature (1862). Bonne observatrice, elle corrige une affirmation du naturaliste John Gould qui, dans The Birds of Great Britain, avait écrit que les parents d'un nid colonisé par un coucou éjectaient du nid leurs propres oisillons pour faire de la place à l'intrus : elle montre que c'est le jeune coucou lui-même qui élimine les autres petits. Elle publie d'abord cette observation dans deux contes pour enfants, en 1871, puis ses amis l'encouragent à la développer sous forme plus scientifique dans une lettre publiée par la revue Nature en 1872. Son œuvre de peintre animalière est appréciée par le peintre ornithologue Joseph Wolf qui trouve ses illustrations, faites d'après nature, supérieures à celles de John Gould. Elle-même parle de son travail avec modestie. Dans la préface de son recueil Birds from Moidart and Elsewhere (1895), elle écrit : « Je ne compte pas donner une collection complète des oiseaux de Grande-Bretagne, ou même de ceux de Moidart, et encore moins en donner une description scientifique (tout cela a déjà été admirablement fait par Yarrell) mais seulement représenter quelques oiseaux que j'ai personnellement connus en ajoutant simplement et, j'espère, fidèlement, quelques observations que j'ai eu l'occasion de faire sur leur vie et leurs habitudes ».
En 1886, elle publie un recueil de gravures, Animaux et oiseaux de la Bible (Bible Beasts and Birds).

## Galerie

Animaux et oiseaux de la Bible, 1886
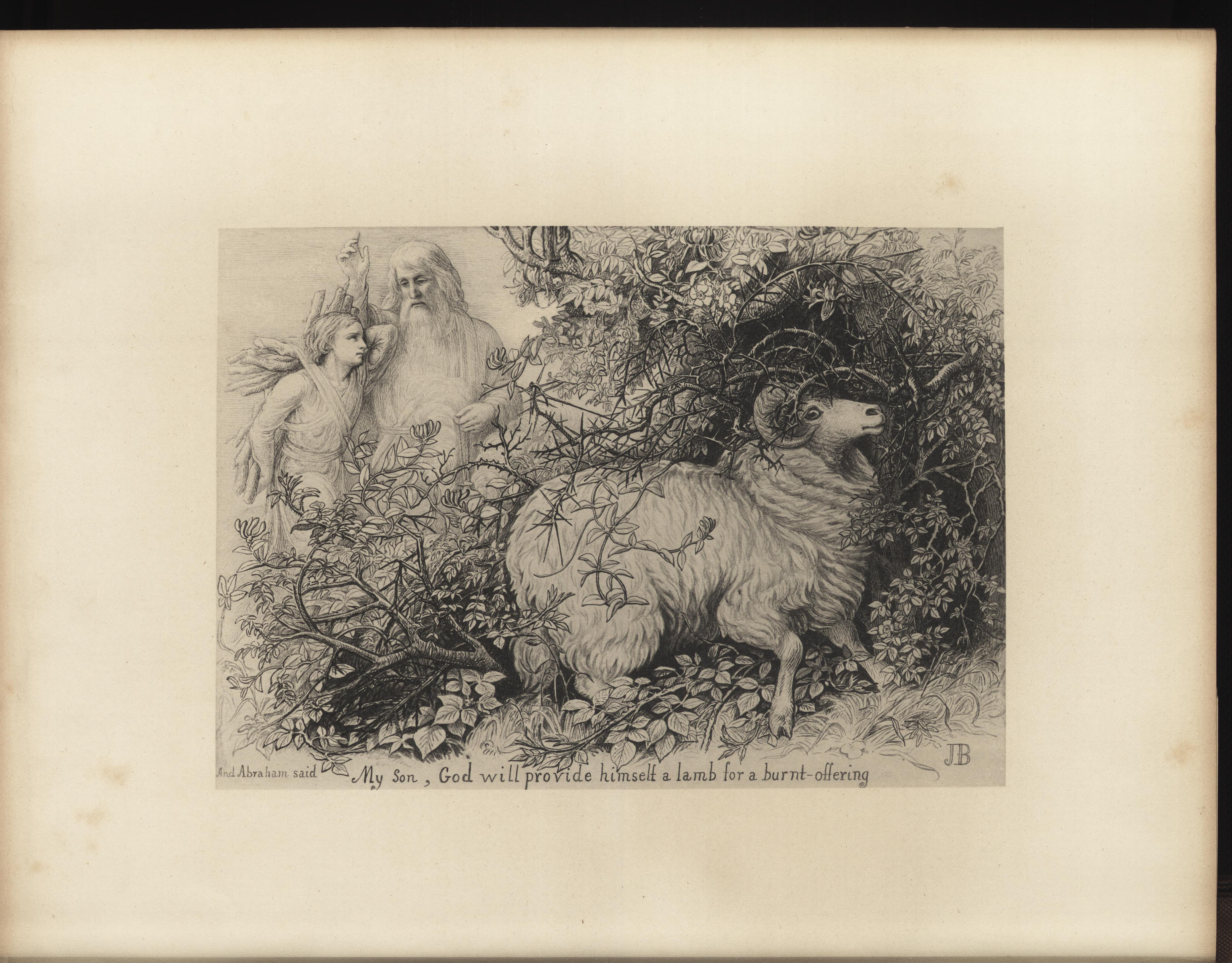
Le sacrifice d'Isaac : Abraham découvre un bélier pour le sacrifice, Genèse, 22.8
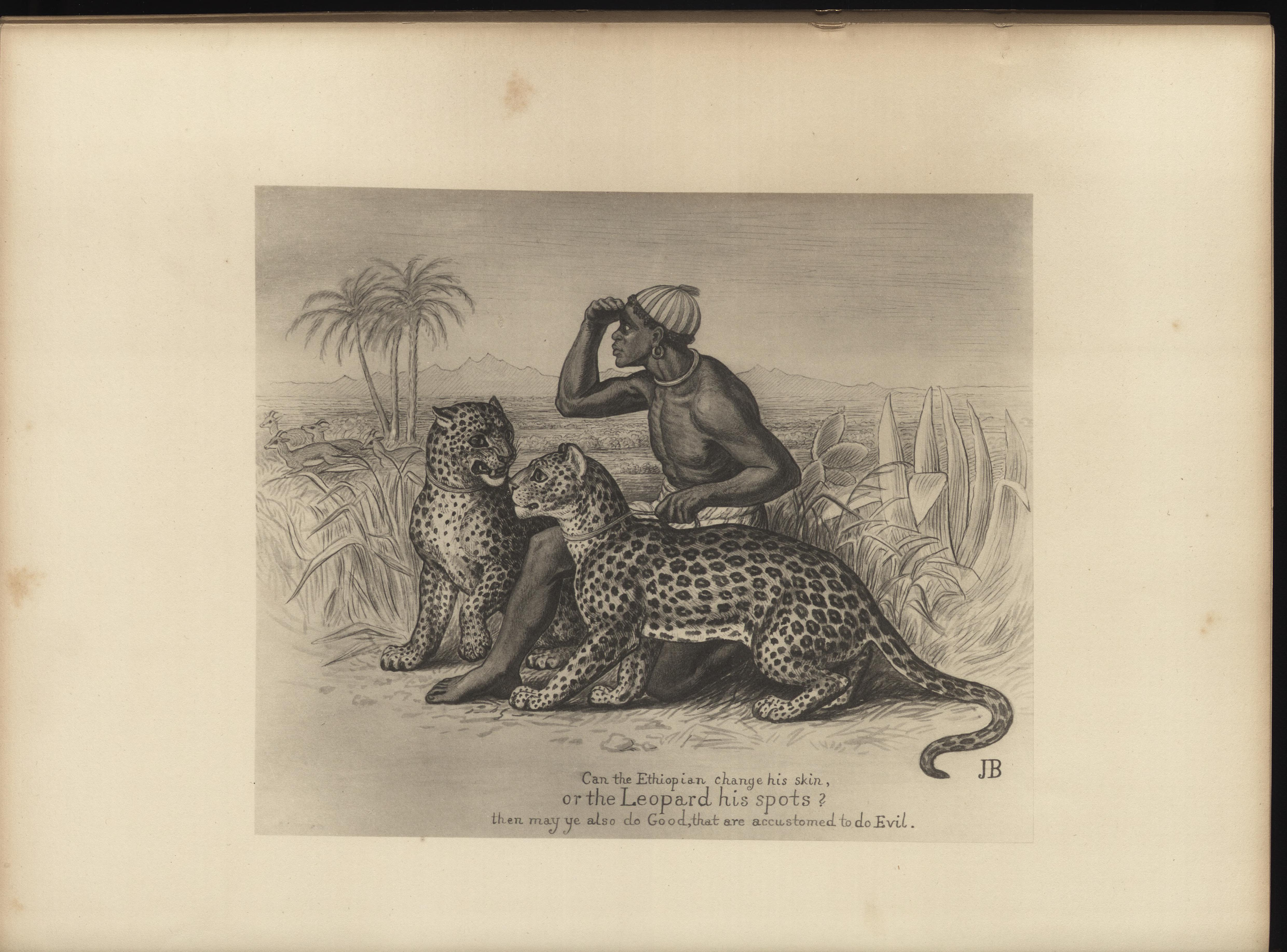
« Un Éthiopien peut-il changer sa peau, et un léopard ses taches? », Jérémie, 13.23
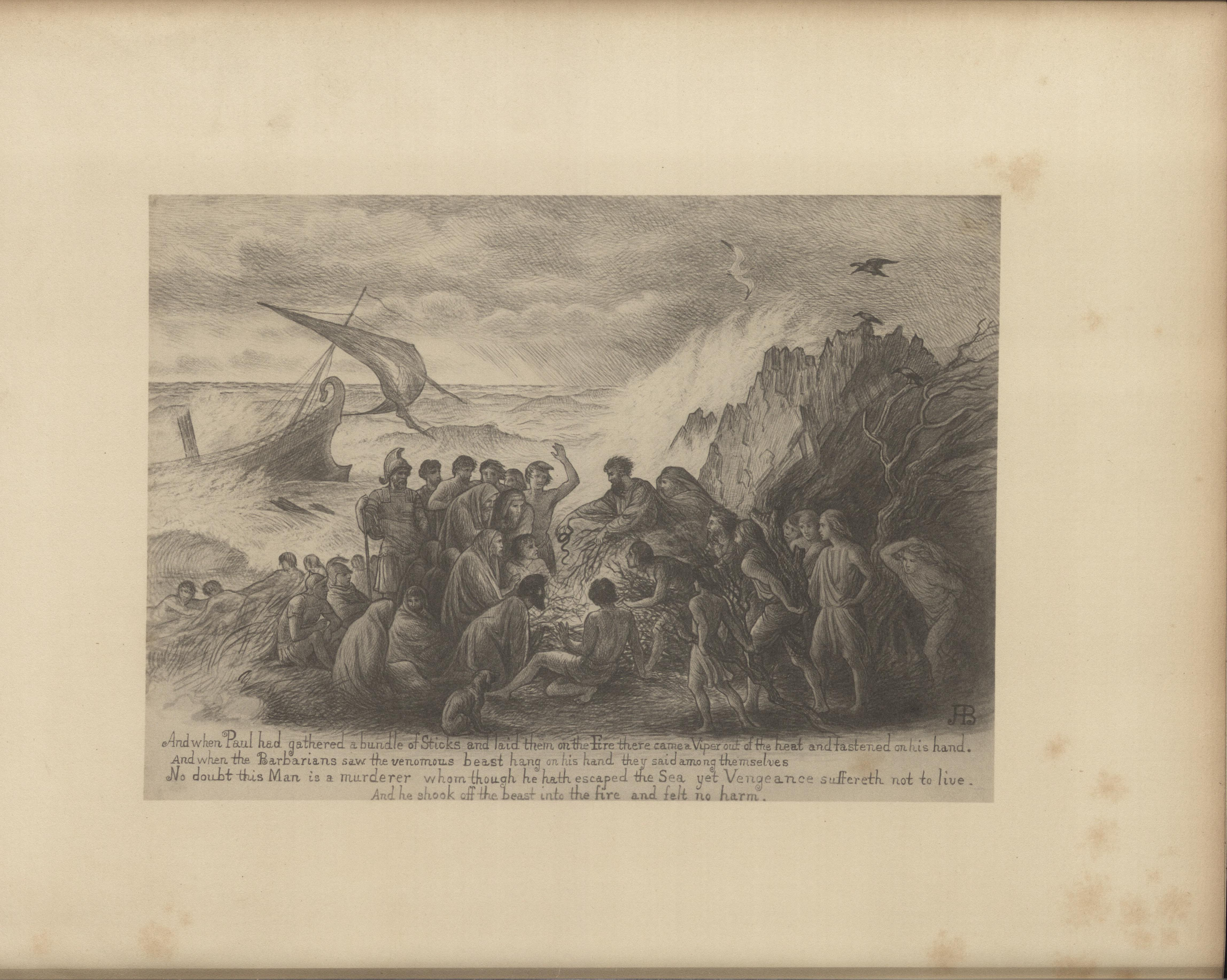
Saint Paul, naufragé à Malte est mordu par un serpent, Actes des Apôtres, 28.3-5

Oiseaux de Moidart et d'ailleurs, 1895
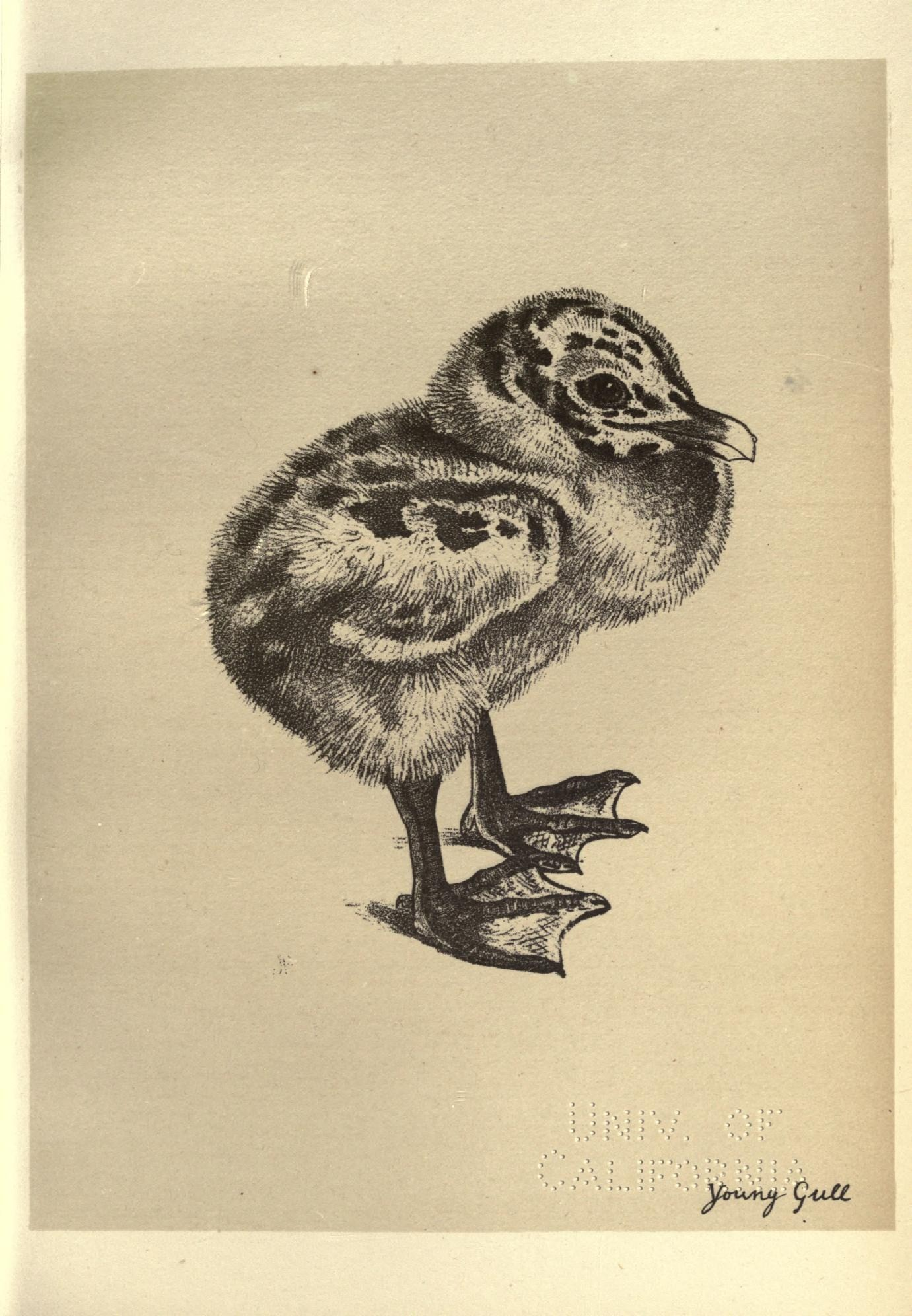
Jeune goéland
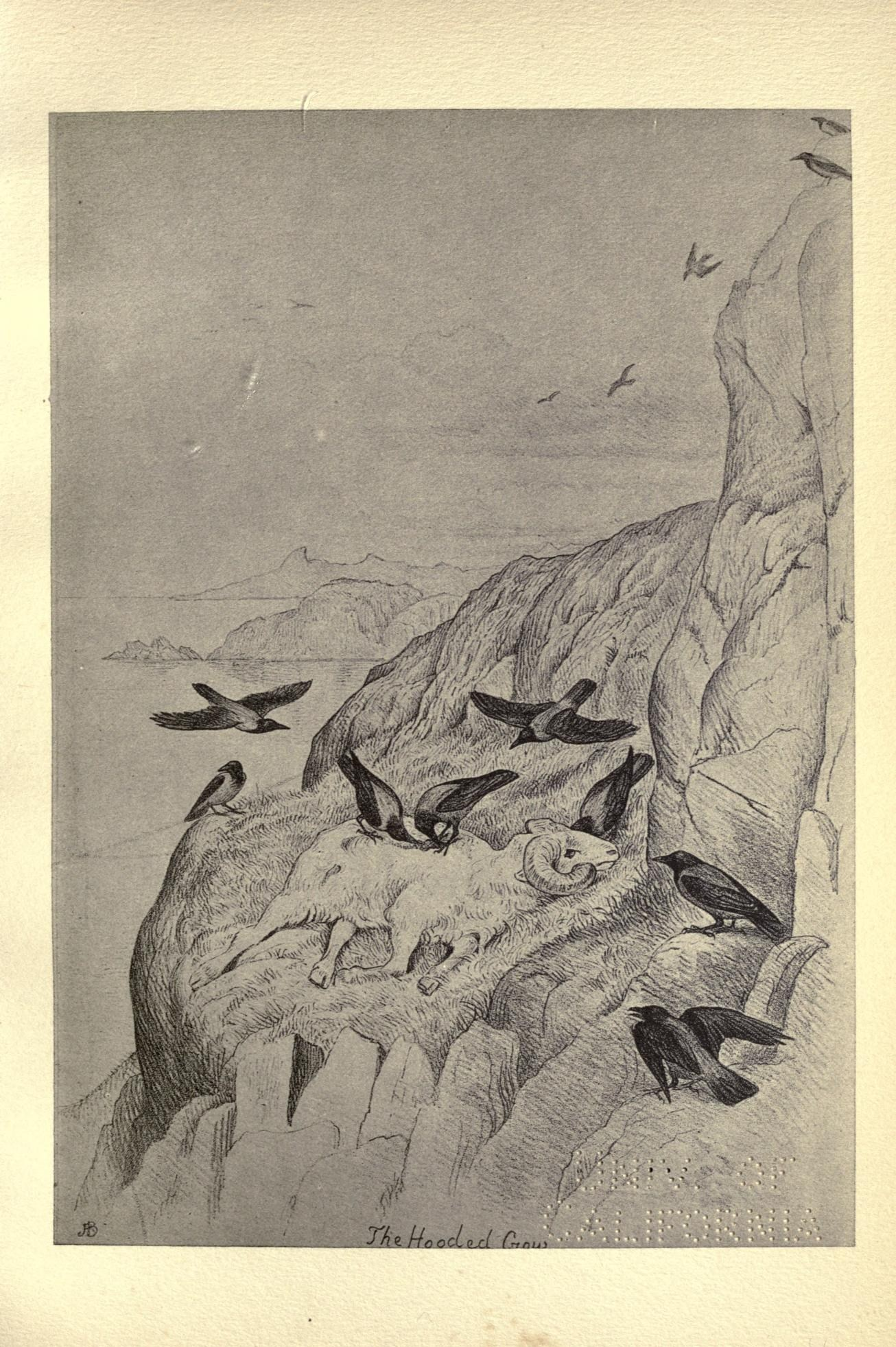
Corneilles mantelées sur une carcasse de mouton
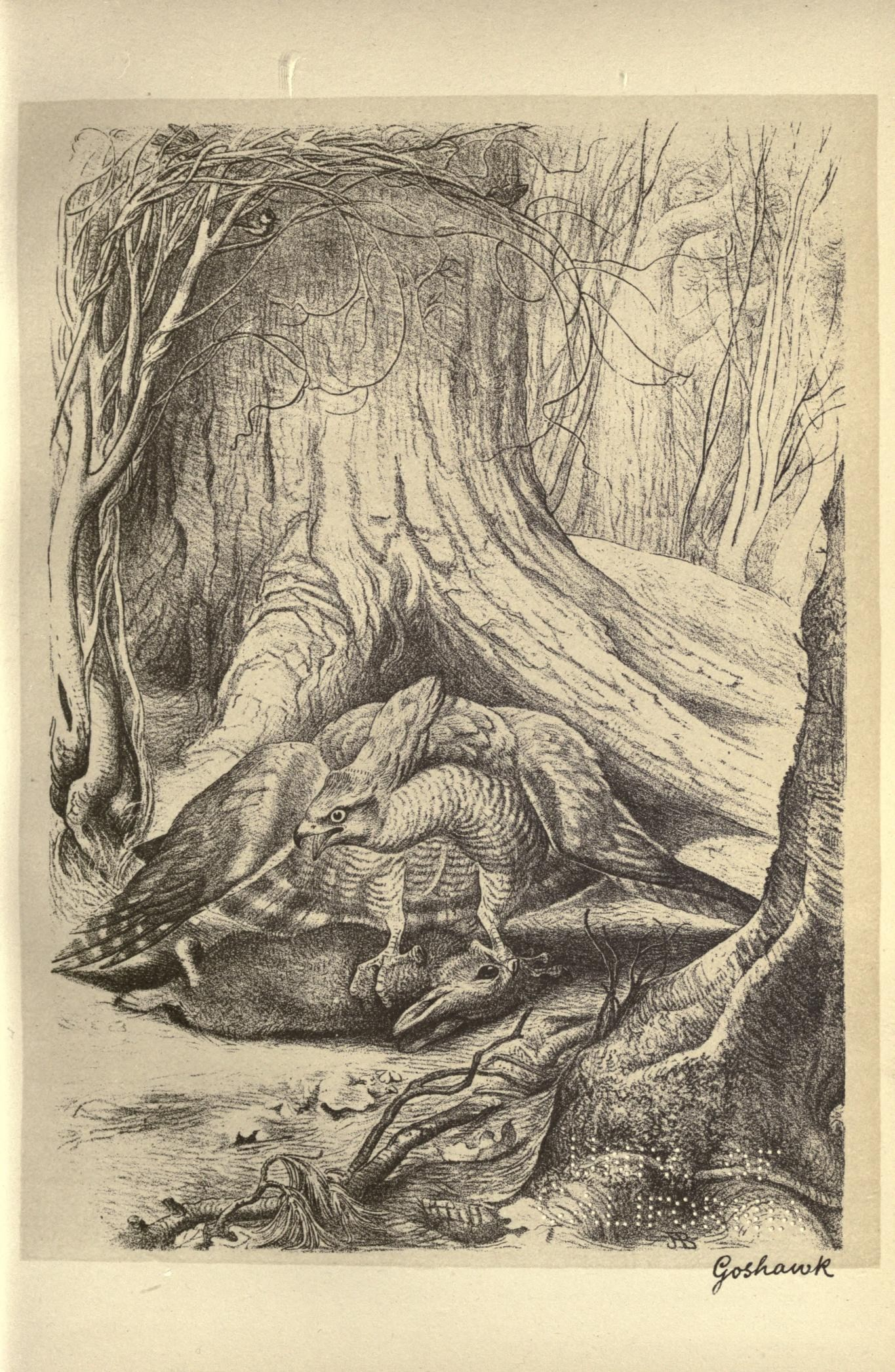
Autour des palombes dévorant un lièvre
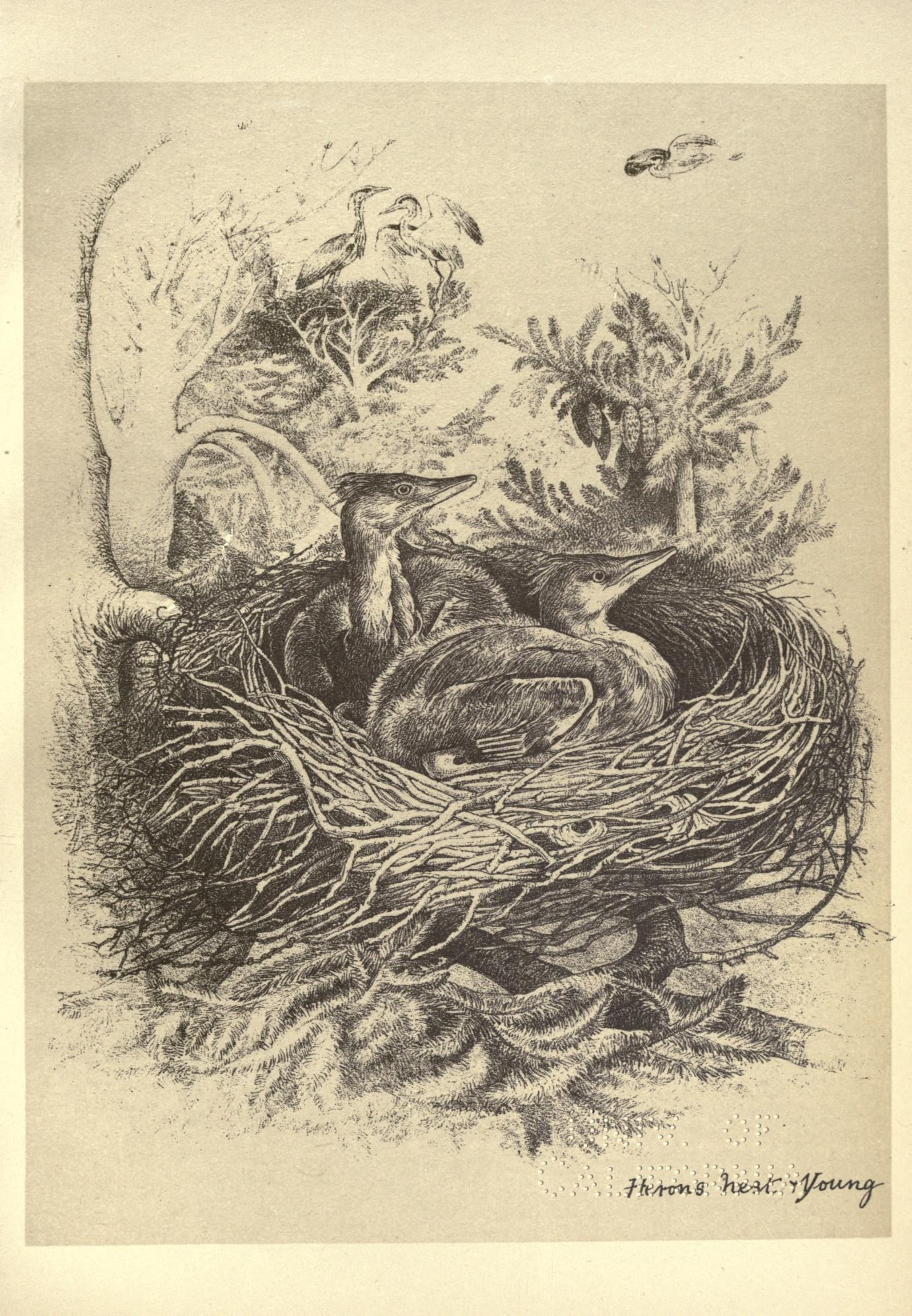
Jeunes hérons au nid

### Sources et bibliographie
- (en) Cet article est partiellement ou en totalité issu de l’article de Wikipédia en anglais intitulé « Jemima Blackburn » (voir la liste des auteurs) dans sa version du 5 avril 2019.
- (en) Jemima Blackburn, Jemima Blackburn; The Paintings and Memoirs of a Victorian Lady, Canongate, 1998 (lire en ligne)
- (en) Barbara T. Gates, Kindred Nature: Victorian and Edwardian Women Embrace the Living World, University of Chicago, 1998 (lire en ligne)